# Pablo Gállego
Pablo Gállego Lardiés (Huesca, 1º ottobre 1993) è un calciatore spagnolo naturalizzato nicaraguense, centrocampista del Managua.

## Carriera

### Club
Ha giocato nella prima divisione dei campionati greco, nicaraguense, albanese, hongkonghese e salvadoregno.

### Nazionale
Dopo aver ottenuto la cittadinanza nicaraguense, il 2 febbraio 2022 ha esordito con la nazionale nicaraguense, giocando l'amichevole pareggiata 1-1 contro il Belize, segnando anche la rete del temporaneo vantaggio.

## Statistiche

### Presenze e reti nei club
Statistiche aggiornate al 23 marzo 2022.
| Stagione        | Squadra            | Campionato      | Campionato | Campionato | Coppe nazionali | Coppe nazionali | Coppe nazionali | Coppe continentali | Coppe continentali | Coppe continentali | Altre coppe | Altre coppe | Altre coppe | Totale | Totale |
| Stagione        | Squadra            | Comp            | Pres       | Reti       | Comp            | Pres            | Reti            | Comp               | Pres               | Reti               | Comp        | Pres        | Reti        | Pres   | Reti   |
| --------------- | ------------------ | --------------- | ---------- | ---------- | --------------- | --------------- | --------------- | ------------------ | ------------------ | ------------------ | ----------- | ----------- | ----------- | ------ | ------ |
| ago. 2013       | Huesca             | SDB             | 1          | 0          |                 | -               | -               |                    | -                  | -                  |             | -           | -           | 1      | 0      |
| gen.-giu. 2014  | Sariñena           | SDB             | 10         | 0          |                 | -               | -               |                    | -                  | -                  |             | -           | -           | 10     | 0      |
| 2014-2015       | Cacereño           | SDB             | 32         | 0          |                 | -               | -               |                    | -                  | -                  |             | -           | -           | 32     | 0      |
| 2015-2016       | Cacereño           | SDB             | 29         | 7          |                 | -               | -               |                    | -                  | -                  |             | -           | -           | 29     | 7      |
| Totale Cacereño | Totale Cacereño    | Totale Cacereño | 61         | 7          |                 | -               | -               |                    | -                  | -                  |             | -           | -           | 61     | 7      |
| 2016-gen. 2017  | Lealtad            | SDB             | 17         | 0          |                 | -               | -               |                    | -                  | -                  |             | -           | -           | 17     | 0      |
| gen.-giu. 2017  | Larissa            | SL              | 6          | 1          |                 | -               | -               |                    | -                  | -                  |             | -           | -           | 6      | 1      |
| gen.-giu. 2018  | Real Estelí        | PD              | 18         | 8          |                 | -               | -               |                    | -                  | -                  |             | -           | -           | 18     | 8      |
| lug.-nov. 2018  | Kastrioti          | KS              | 2          | 0          | CA              | 1               | 1               |                    | -                  | -                  |             | -           | -           | 3      | 1      |
| gen.-giu. 2019  | Teruel             | SDB             | 6          | 0          |                 | -               | -               |                    | -                  | -                  |             | -           | -           | 6      | 0      |
| 2019-2020       | Managua            | PD              | 44         | 17         |                 | -               | -               | CL                 | 2                  | 1                  |             | -           | -           | 46     | 18     |
| 2020-2021       | Managua            | PD              | 37         | 15         |                 | -               | -               | CL                 | 2                  | 0                  |             | -           | -           | 39     | 15     |
| Totale Managua  | Totale Managua     | Totale Managua  | 81         | 32         |                 | -               | -               |                    | 4                  | 1                  |             | -           | -           | 85     | 33     |
| 2021-gen. 2022  | Zemplín Michalovce | SL              | 0          | 0          | CS              | 3               | 0               |                    | -                  | -                  |             | -           | -           | 3      | 0      |
| gen.-giu. 2022  | Pierikos           | SL2             | 3          | 0          |                 | -               | -               |                    | -                  | -                  |             | -           | -           | 3      | 0      |
| Totale carriera | Totale carriera    | Totale carriera | 205        | 48         |                 | 4               | 1               |                    | 4                  | 1                  |             | -           | -           | 213    | 50     |

### Cronologia presenze e reti in nazionale
| Cronologia completa delle presenze e delle reti in nazionale ― Nicaragua | Cronologia completa delle presenze e delle reti in nazionale ― Nicaragua | Cronologia completa delle presenze e delle reti in nazionale ― Nicaragua | Cronologia completa delle presenze e delle reti in nazionale ― Nicaragua | Cronologia completa delle presenze e delle reti in nazionale ― Nicaragua | Cronologia completa delle presenze e delle reti in nazionale ― Nicaragua | Cronologia completa delle presenze e delle reti in nazionale ― Nicaragua | Cronologia completa delle presenze e delle reti in nazionale ― Nicaragua |
| Data                                                                     | Città                                                                    | In casa                                                                  | Risultato                                                                | Ospiti                                                                   | Competizione                                                             | Reti                                                                     | Note                                                                     |
| ------------------------------------------------------------------------ | ------------------------------------------------------------------------ | ------------------------------------------------------------------------ | ------------------------------------------------------------------------ | ------------------------------------------------------------------------ | ------------------------------------------------------------------------ | ------------------------------------------------------------------------ | ------------------------------------------------------------------------ |
| 2-2-2022                                                                 | Managua                                                                  | Nicaragua                                                                | 1 – 1                                                                    | Belize                                                                   | Amichevole                                                               | 1                                                                        | 55’                                                                      |
| Totale                                                                   |                                                                          | Presenze                                                                 | 1                                                                        |                                                                          | Reti                                                                     | 1                                                                        |                                                                          |